# ابراهیم اسود
ابراهیم اسود (۱۸۸۵ – ۱۹۴۰) (نسب: ابراهیم بن نجم بن الیاس بن حنا اسود) تاریخ‌نگار و حقوق‌دان لبنانی بود. به شعر نیز پرداخت. از اهالی برمانا در لبنان و مسیحی ارتدکس یونانی بود. همان‌جا و در مدرسهٔ میهنی بیروت درس خواند. وی علاوه بر زبان عربی، به زبان‌های ترکی و فرانسوی نیز مسلط بود. او مدیر مدرسه برمانا و سپس مدعی عام در دادگاه استیناف و از اعضای هیئت منصف شد. ابراهیم اسود حدود ده کتاب نگاشته‌است، مانند راهنمای لبنان، ذخایر لبنان، تنویز الأذهان فی تاریخ لبنان در چهار جلد، دیوان اشعارش، الخطابة، الرحلة الإمبراطوریة فی الممالک العثمانیة.